# Kaba Dżib
Kaba Dżib – wieś w Syrii, w muhafazie Dajr az-Zaur. W 2004 roku liczyła 437 mieszkańców.